# Зв'язок (фільм, 2006)
«Зв'язок» — російський художній фільм 2006 року. В Україні заборонений до показу та поширення із 2014 року через незаконні дії актора фільму Михайла Пореченкова.

## Синопсис
Ілля тримає кілька мисливських магазинів у Москві. Його бізнес успішний, у нього красуня дружина і донька-підліток. У Ніни теж є дитина і люблячий чоловік-художник. Вона живе в Санкт-Петербурзі. І незважаючи на усталену кар'єру і сімейне життя, їм обом не вистачає чогось у цьому світі. Тому вони почали шукати нових відчуттів на стороні і закрутили роман. Та відстань і життєві обставини проти них.

## У ролях
| Актор              | Роль                 |
| ------------------ | -------------------- |
| Ганна Михалкова    | Ніна                 |
| Михайло Пореченков | Ілля                 |
| Ірина Розанова     | Таня                 |
| Наталя Рудна       | мама Ніни            |
| Дмитро Шевченко    | Микита, чоловік Ніни |
| Ярослав Першаков   | Єгор, син Ніни       |
| Анастасія Сегліа   | Маша, дружина Іллі   |
| Муся Шаповалова    | Кузьма, дочка Іллі   |
| Геннадій Смирнов   | Рінат                |
| Андрій Прошкін     | доктор               |
| Леонід Ярмольник   | Еммануїл             |
| Ірина Основіна     | колега Ніни          |

## Цікаві факти
- У фільмі Наталія Рудна зіграла матір Ніни. Авдотья Смирнова та її мати навіть вмонтували в картину фото-привіт батькові: коли Ніна та її матір з'ясовують стосунки на кухні, між ними, в глибині кадру, висить фотографія Марини Цвітаєвої. «Це така наша сімейний жарт, — розповідає Авдотья Смирнова. — Така ж фотографія була у героїні „Осені“. Коли ми з мамою придумували її роль в „Зв'язки“, ми вирішили, що мама Ніни — сувора жінка-інженер в бриджах і чоловічій сорочці - ця постаріла Саша Нікітіна з татової „Осені“».
- Робочими назвами фільму були «Звичайні справи» і «Пори року»

## Нагороди
- Кінотавр-2006 — Приз за найкращий дебют

## Заборона показу та поширення в Україні
В кінці листопада 2014 року актор фільму Михайло Пореченков здійснив незаконну поїздку в непідконтрольний Україні Донецьк, де разом з терористами ДНР стріляв ймовірно по позиціях українських військових у Донецькому аеропорту. Служба безпеки України також запідозрила актора у розстрілах мирних мешканців Донецька. Після розголосу цих подій зчинився скандал. Активісти кампанії «Бойкот російського кіно» вимагали заборонити в Україні фільми за участю Михайла Пореченкова. 31 листопада 2014 року Державне агентство України з питань кіно за поданням Міністерства культури України та Служби безпеки України скасовує дозволи на розповсюдження та показ 69-ти фільмів і телесеріалів за участю Михайла Пореченкова, серед яких і фільм «Зв'язок».